# Camille Godet
Camille Joseph Godet né à Rennes le 5 juillet 1879 et mort à Bain-de-Bretagne le 10 octobre 1966 est un peintre français.

## Biographie
Camille Godet voit le jour au 3, rue du Vau Saint-Germain à Rennes. En 1893, il intègre l'École des beaux-arts de Rennes où il étudie jusqu'en 1898 où il est élève de Félix Lafond. Il obtient un second prix de dessin en grand ornement en 1893 et obtient tous les ans différents prix.
En 1899, il entre à l'École des beaux-arts de Paris dans les ateliers de Léon Bonnat, Jean-Joseph Benjamin-Constant et Jean-Paul Laurens. Il y a pour condisciple le peintre Jean-Julien Lemordant, les sculpteurs Pierre Lenoir et Albert Bourget. En 1900, il interrompt ses études et travaille comme ébéniste pour le mobilier des églises de Rennes.
Camille Godet épouse Julie Gougeon en 1907.
Il devient professeur de dessin industriel aux cours du soir de l'école des beaux-arts de Rennes en 1914. La Première Guerre mondiale éclate peu de temps après sa nomination. Camille Godet, s'engage volontairement et part pour le front où il effectue des levés et des corrections de plans et cartes d'état-major. Il réalise également de nombreux croquis de scènes de guerre, et rencontre un autre peintre breton, Mathurin Méheut, avec lequel il se lie d'amitié. Pendant leurs moments de relâche, les deux hommes dessinent beaucoup. Certains des dessins de Camille Godet seront édités en cartes postales durant le conflit. 
À la fin de la guerre, il reprend son poste à l'école des beaux-arts de Rennes. Sous la direction de l'architecte Emmanuel Le Ray, il participe à la décoration de l'hôtel de ville de Rennes. Dans le vestibule de l'ancien présidial, il peint une longue frise de 26 mètres de long sur 1,60 mètre de haut figurant les soldats français et alliés. Ce décor surplombe le tableau d'honneur sur lequel sont inscrits les noms des Rennais tombés pour la patrie au cours de la Première Guerre mondiale. Godet a utilisé les nombreux croquis qu'il a réalisés pendant le conflit pour peindre cet ensemble, qui prend le nom de Panthéon Rennais. Le décor est inauguré le 2 juillet 1922. 
Tout en conservant ses activités à l'école des  beaux-arts, les architectes Laloy et Le Ray lui confient l'enseignement du dessin à l'école de préapprentissage qu'ils viennent de fonder en 1919. Cette même année, il décore la salle de la Maison du Peuple à Rennes d'une frise sur le thème du travail. Pendant les travaux du bâtiment, Godet réalise de nombreux croquis des ouvriers du chantier qui lui servent de modèles pour la décoration de cette salle.
Il parcourt la Bretagne, dessinant et peignant des plages, des pardons, des scènes de la vie quotidienne de Concarneau à Saint-Guénolé en passant par Belle-Île-en-Mer et Saint-Gildas-de-Rhuys.
Camille Godet est nommé chevalier de l'ordre des Palmes académiques en 1924 et promu officier du même ordre en 1931.
Camille Godet meurt à son domicile de Bain-de-Bretagne le 10 octobre 1966 et est inhumé à Rennes au cimetière de l'Est. Sa fille Hélène Godet a fait don en 1990 d'une partie du fonds d'atelier de l'artiste au musée des Beaux-Arts de Rennes.

## Décors peints
- Opéra de Rennes, salon des poilus, 1918.
- Hôtel de ville de Rennes, vestibule de l'ancien présidial : Panthéon, 1922, toile marouflée en frise, tableau d'honneur des Rennais morts pour la France[6] ;
- Maison du peuple (La Cité) : Le Travail, 1919-1925, peinture murale  Classé MH (1997) ;
- Hôtel de ville de Guémené-Penfao, décor peint de la salle des mariages, vers 1930-1931.

## Collections publiques
- Lamballe, musée Mathurin Méheut : Dessins de guerre.
- Rennes : 
  - musée des Beaux-Arts :
    - Fonds de 142 dessins et deux toiles de Camille Godet, donation de la fille de l'artiste au musée en 1990, complété par un achat de 16 dessins[7]. Le fonds comprend notamment :
      - Troupe militaire progressant à travers les décombres, 1917, aquarelle[8] ;
      - Carnet de croquis no 1, période de Quiberon 1919[9] ;
      - Carnet de croquis no 2, période de Quiberon 1919[10] ;
      - Poilu, 1920, pastel[11] ;
      - Autoportrait, 1897, huile sur toile[12].

  - musée de Bretagne : un ensemble d'études préparatoires au décor de la Maison du Peuple.

## Élèves
- Eugène Aulnette.
- Geoffroy Dauvergne, élève en 1942
- Francis Pellerin, sculpteur.

## Distinctions
- Officier de l'ordre des Palmes académiques (1931), nommé chevalier en 1924.

## Hommages
Par décision du conseil municipal le 23 décembre 1970, la Municipalité de Rennes donne son nom à l'allée Camille Godet dans le quartier Maurepas-Bellangerais.
À l'été 2017, le musée des Beaux-Arts de Rennes a réalisé une exposition rétrospective sur l'œuvre de Camille Godet. Cette exposition a été l'occasion d'une présentation d'une partie des œuvres issues de la donation de la fille de l'artiste au musée, en 1990.

### Sources
- Article rédigé en partie à partir de la notice de Joël David, chargé d'odonymie à la ville de Rennes et repris sur WikiRennes[réf. nécessaire].
- Base Joconde, portail des collections des musées de France.